# Ellen Baake
Ellen Baake (* 1961) ist eine deutsche Biomathematikerin und Hochschullehrerin. Sie ist seit 2004 Professorin für Biomathematik und theoretische Bioinformatik an der Universität Bielefeld. Sie forscht an der Schnittstelle zwischen Biologie und Mathematik.

## Leben und Werk
Baake studierte Mathematik und Biologie an der Rheinischen Friedrich-Wilhelms-Universität Bonn und erwarb 1985 ein Diplom in Biologie. Sie promovierte 1989 dort in theoretischer Biologie  bei Wolfgang Alt mit der Dissertation: Ein Differentialgleichungsmodell zur Beschreibung der Fluoreszenzinduktion (OIDP-Kinetik) der Photosynthese. 1999 habilitierte sie sich in Zoologie und Theoretischer Biologie an der Ludwig-Maximilians-Universität München. Anschließend forschte sie von 1989 bis 2004 auf verschiedenen Fakultätspositionen an mehreren anderen Universitäten. 2004 wurde sie außerordentliche Professorin für Biomathematik und Theoretische Bioinformatik an der Technischen Fakultät der Universität Bielefeld und ist seit 2012 dort ordentliche Professorin in gemeinsamer Mitgliedschaft an der Fakultät für Mathematik.
2007 forschte sie als Gastforscherin auf einem Kloosterman-Lehrstuhl an der Universität Leiden. Auf dem Internationalen Mathematikerkongress 2010 in Hyderabad (Indien) war sie als Rednerin eingeladen. 2011 lehnte sie ein Angebot des Lehrstuhls für Biomathematik (W3) am Fachbereich Mathematik der Universität Erlangen-Nürnberg ab.
Die mathematischen Grundlagen der Populationsgenetik und die mathematische Immunbiologie stehen im Zentrum ihrer Forschung, wobei sie die erforderlichen stochastischen Methoden weiterentwickelt und mit ihnen konkrete Fragen der Evolutionstheorie untersucht.

## Veröffentlichungen (Auswahl)
- mit Erhard Pfündel: A quantitative description of fluorescence excitation spectra in intact bean leaves greened under intermittent light, Photosynthesis research 22, 1990
- mit Anton Wakolbinger: Lines of Descent Under Selection, Journal of statistical physics, 2017